# Mohanad Lasheen
Mohanad Lasheen (Kafr Ṣaqr, 29 de mayo de 1996) es un futbolista egipcio que juega en la demarcación de centrocampista para el Pyramids FC de la Liga Premier de Egipto.

## Selección nacional
Hizo su debut con la selección de fútbol de Egipto el 30 de septiembre de 2021 en un encuentro amistoso contra Liberia que finalizó con un resultado de 2-0 tras un doblete de Mohamed Sherif.

## Clubes
| Club                | País   | Año       | Partidos | Goles |
| ------------------- | ------ | --------- | -------- | ----- |
| Ismaily SC          | Egipto | 2015-2016 | 0        | 0     |
| Pyramids FC         | Egipto | 2016-2019 | 43       | 4     |
| Tala'ea El-Gaish SC | Egipto | 2019-2022 | 87       | 1     |
| Modern Sport FC     | Egipto | 2022-2023 | 38       | 2     |
| Pyramids FC         | Egipto | 2023-     | 41       | 0     |